# Pittsburgh Riverhounds
Pittsburgh Riverhounds is een Amerikaanse voetbalclub uit Pittsburgh, Pennsylvania. De club speelde in de USL Second Division, de Amerikaanse derde klasse. De club werd opgericht in 1999. Door structurele hervormingen nam de club in 2007 niet deel aan het kampioenschap. In 2011 komt de club uit in de USL Pro.

## Bekende (ex-)spelers
- Matthew Fondy
- Joshua Gatt
- Shintaro Harada
- Collins John
- Anthony Obodai
- Brian Ownby